# Maison Lambotte
 (juillet 2020).
Si vous disposez d'ouvrages ou d'articles de référence ou si vous connaissez des sites web de qualité traitant du thème abordé ici, merci de compléter l'article en donnant les références utiles à sa vérifiabilité et en les liant à la section « Notes et références ».
La maison Lambotte est une maison réalisée en 1967 par l'architecte Charles Dumont à Chaudfontaine.

## Historique
Durant les années 1960, Charles Dumont, influencé par l'architecture d'un des plus originaux de l'après-guerre, Jacques Dupuis, réalise une série d’habitations blanches où la volumétrie se fraie son propre chemin. Elle casse les codes et casse l’angle droit.
Renseigné par leur ami Jacques Gillet architecte enseignant, théoricien et pédagogie, connu pour sa maison-sculpture à Angleur, le docteur Lambotte et son épouse décide de faire appel à Charles Dumont pour répondre à leur demande de construction.
Dans un premier temps, le couple cherche à s’évader de la banlieue ouvrière d’Herstal en faisant construire sur les hauteurs de Chaudfontaine, un cabanon pour le week-end. Séduit par la beauté du site, ils décident de transformer cette idée de chalet en projet de résidence principale. 
Lors de la visite d’autres réalisations de Charles Dumont tels que la maison Sacré, le couple Lambotte est convaincu, ils sont très enthousiastes. L’énergie, la fougue et l’exigence de l'architecte semble leur plaire. Un intense contact va s’établir entre les Lambotte et celui-ci. Rene Lambotte parle « d’une expérience formidable, du besoin de longues discussions philosophiques qui dépassaient le cadre du travail, de l’affrontement entre l’esprit éthéré de Dumont et de son propre mental scientifique ». 

## Implantation
La volonté est de conserver au maximum le terrain dans son état premier, de préserver cette végétation existante. Le terrain présente des plantations telles que des bruyères, des myrtilliers et des bouleaux. La terrasse viendra donc se scinder pour respecter la nature. L’habitation s’implante sur le haut du terrain face à la ligne de crêtes pour offrir un lieu paisible ou se reposer après de longues journées. Elle s’ouvre vers la nature et s’ouvrira d’autant plus à chaque extension qui sera aussi réalisée par Charles Dumont.

## Composition
La maison Lambotte relève des mêmes caractéristiques que la maison Sacré, un autre exemple de maisons blanches réalisée par Charles Dumont dans les années 1960. On y retrouve les mêmes principes de composition du plan, de mise en scène de l’entré et surtout la même influence. On rencontre cette volonté de se libérer de la contrainte pour acquérir une liberté nouvelle en éclatant les volumes et rompant l’angle droit pour obtenir des articulations complexes. 
L'architecte base son projet sur l’œuvre de Gillet. Il exprime qu' « un mur n'est pas nécessairement droit ». Cette volumétrie tend à devenir le paysage. La nature et l’architecture s’harmonisent. L’architecture est pensée pour laisser place à la nature et ne pas la détruire tout en pouvant en bénéficie.

## Description du plan
L’entrée dans l’habitation se fait par le centre entre 2 pans de murs qui forment les ailes de la bâtisse. Une fois passé le seuil, on trouve sur la droite les pièces de jour et sur la droite directement un bureau. Les pièces de jour s’orientent face à cette vue  qui offre la lumière du sud. Ces espaces de jour sont raccordés au coin feu de forme cylindrique. L’espace dédié au couple Lambotte et la cuisine sont situés à l’est de l’habitation, tandis que l’espace pour les enfants, le garage et la buanderie sont placés à un demi-niveau de contrebas permis par la déclivité du terrain. Cela permet à la fois d’isoler ces espaces et en même temps d’avoir un contact. 
L’habitation des Lambotte reflète bien leurs goûts et leur personnalité grâce au lien que l’architecte a réussi à créer avec eux, cela dépasse même leurs désirs. Charles Dumont est bien plus qu’un architecte selon eux, il est «  un artiste qui a les yeux au ciel et les pieds sur la terre ». Avec le temps, il est devenu un ami,. 